# Gare de Vermenton
Gare de Vermenton vasútállomás Franciaországban, Vermenton településen.

## Vasútvonalak
Az állomást az alábbi vasútvonalak érintik:
- Cravant - Bazarnes-Dracy-Saint-Loup-vasútvonal

## Kapcsolódó állomások
A vasútállomáshoz az alábbi állomások vannak a legközelebb:
- Gare d’Arcy-sur-Cure (Gare d’Avallon)
- Gare d’Accolay (Paris Gare de Bercy)
- Gare de Lucy-sur-Cure - Bessy